# Rott (Hennef)

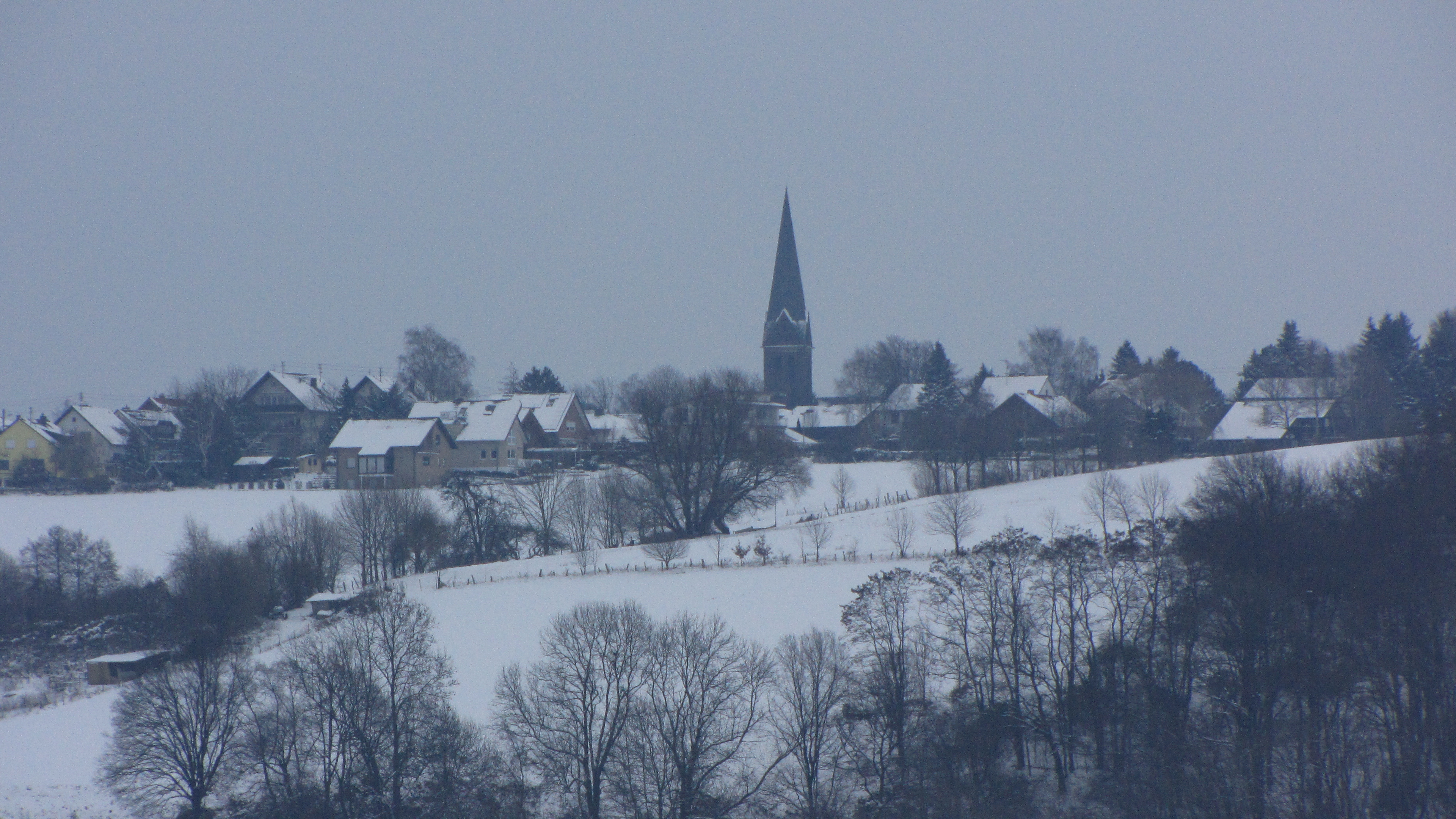
Blick auf Rott aus Südwest

Rott ist ein Ortsteil der Stadt Hennef (Sieg) im Rhein-Sieg-Kreis in Nordrhein-Westfalen. Rott liegt südlich von Hennef auf einem Berg zwischen Söven und Dambroich und ist über die Kreisstraße 40 erreichbar. Rott ist in den Geowissenschaften weltbekannt als Fossillagerstätte Rott. Bis 1934 gehörte Rott zur Gemeinde Geistingen.

## Ursprung
Der Ortsname entspricht dem hier häufigen Roth und stammt von einer Rodung her. Dementsprechend ist die Ortsentstehung der frühmittelalterlichen Rodungsperiode zuzuordnen. 1173 ist erstmals eine urkundliche Erwähnung dem hiesigen Rott zuzurechnen. Der Kölner Erzbischof Philipp I. von Heinsberg nimmt das Kloster Schwarzrheindorf unter seinen Schutz, hierbei werden ein Hof in Roda und zwei Hörigenstellen in Suvene (Söven) benannt.

## Burg
Rott war früher Standort einer kleinen Burg. 1256 wurde klösterlicher Besitz an den kölnischen Amtmann Rode in Erbpacht übergeben. 1398 sind die Ritter Johann von dem Roide und Heinrich van Roide im Dienst des Herzogs Wilhelm von Jülich und Berg. Das Rittergut wurde 1805 versteigert und das Burggelände kurz darauf niedergelegt. Das Herrenhaus ist als Auf dem Komp 1 noch erhalten.

## Kirche

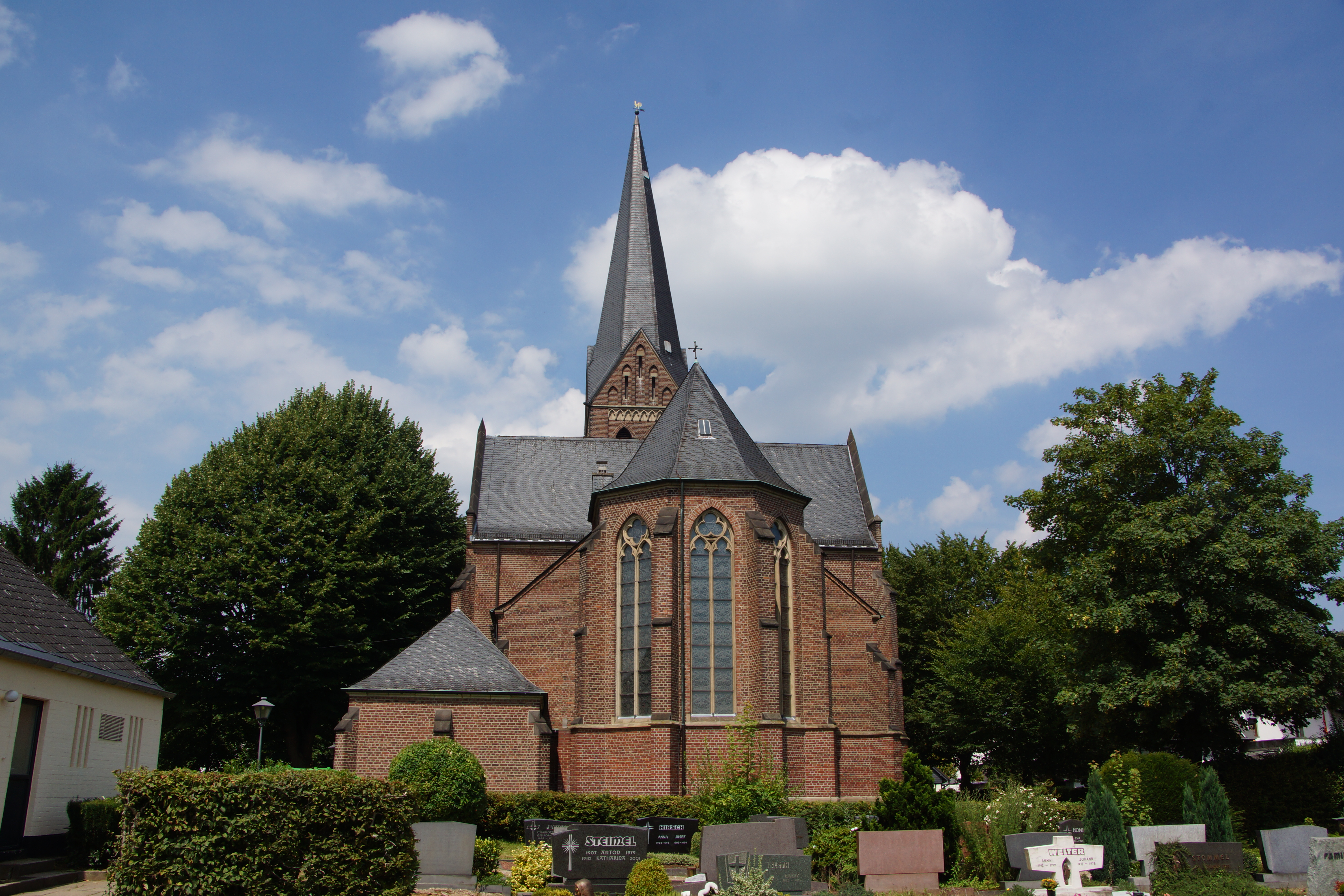
Marienkirche

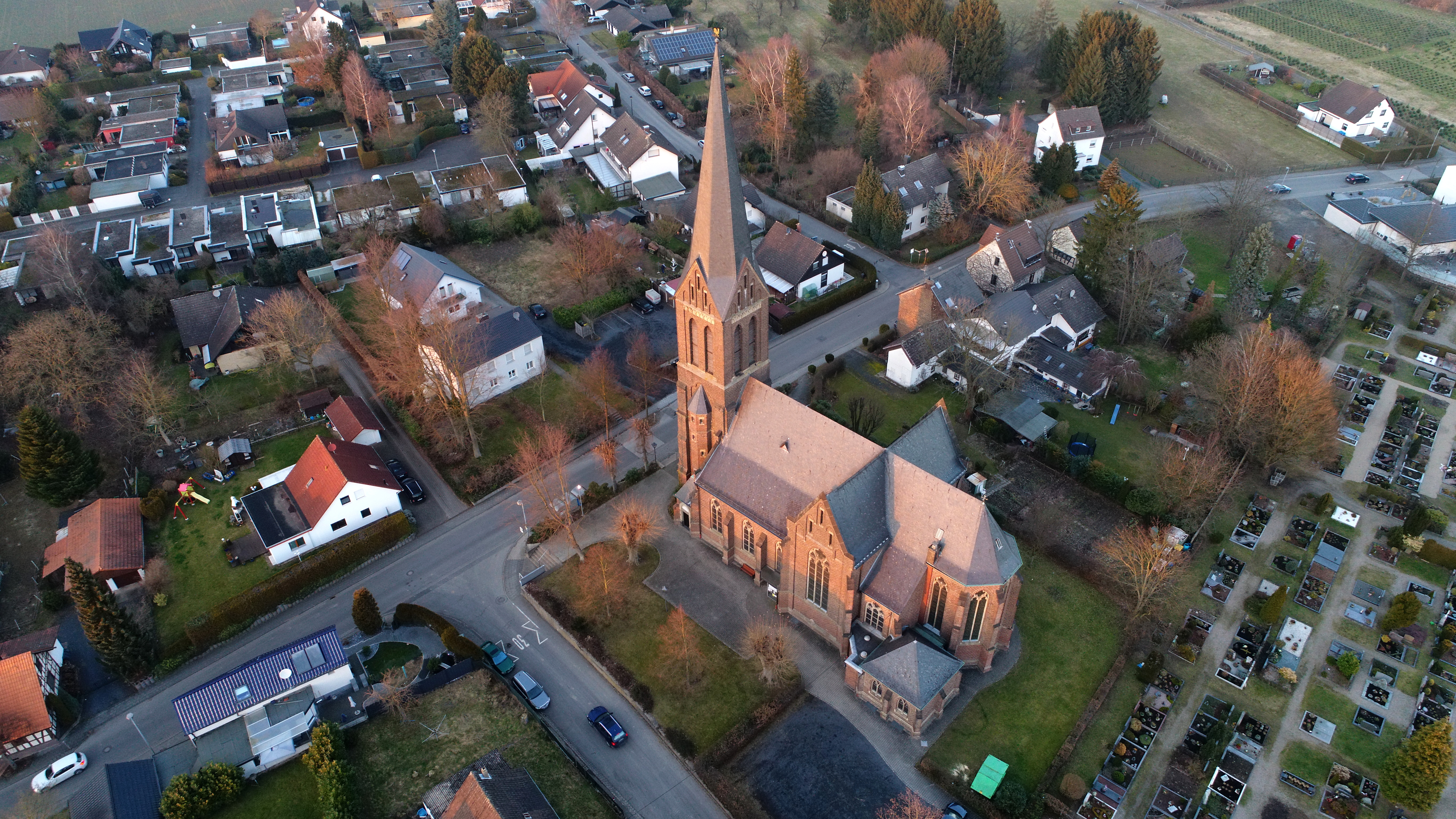
Luftaufnahme (2017)

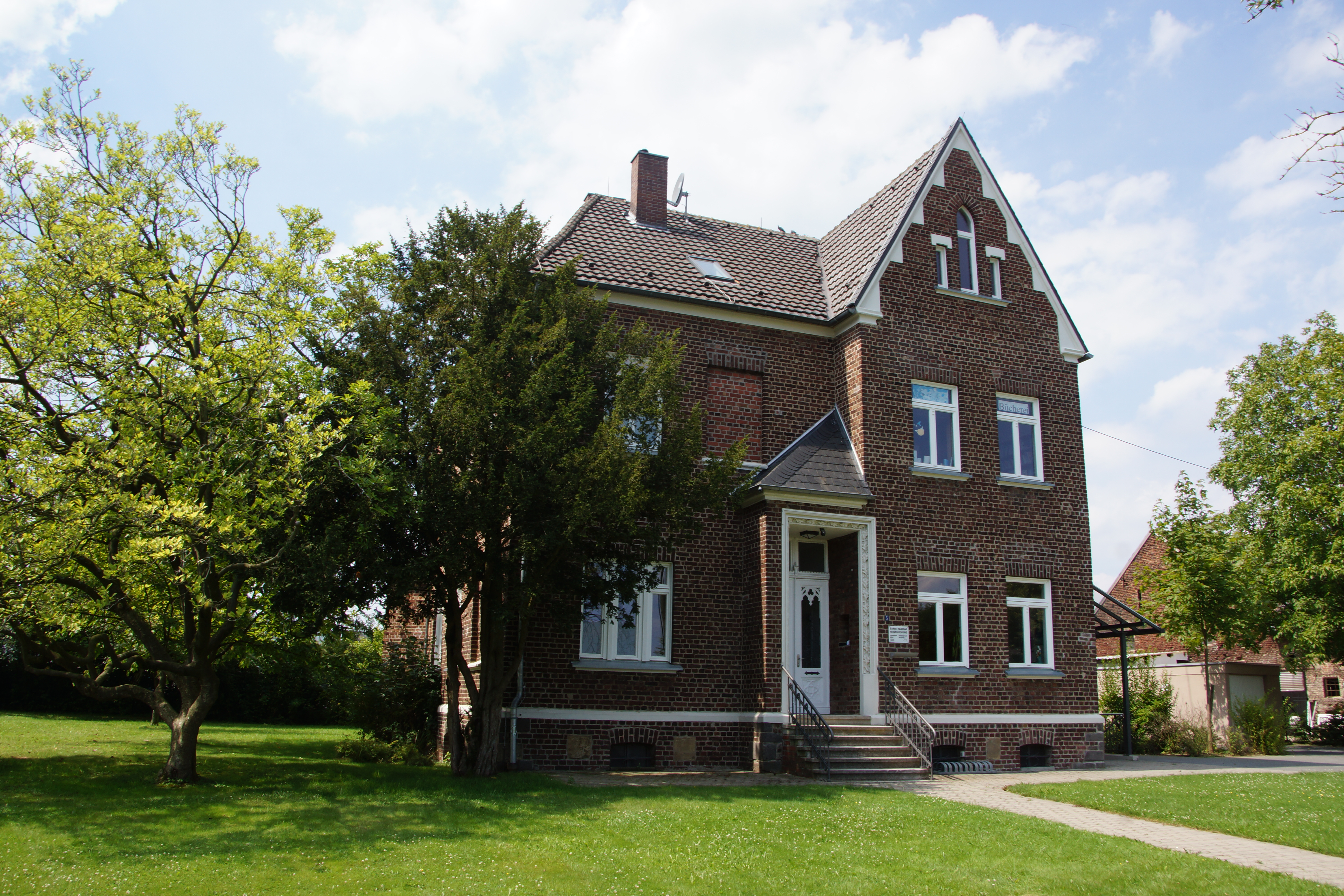
Pfarrheim mit Bücherei

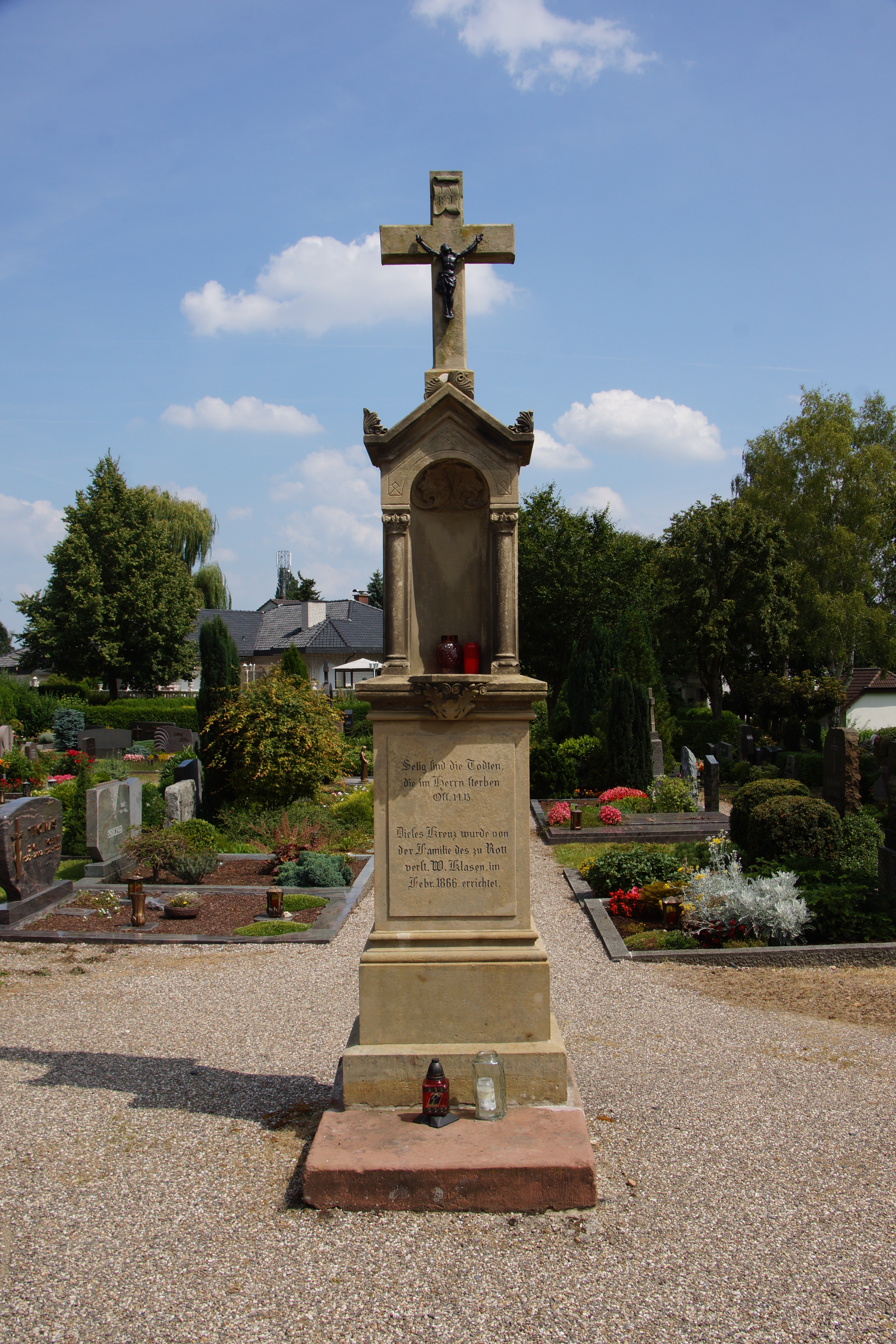
Friedhofskreuz

Rott ist seit 1866 eine eigene Pfarrei mit den zugehörigen Orten Dambroich, Blankenbach, Söven, Hofen, Westerhausen und Kurscheid.
Eine abgerissene Kapelle wurde bereits 1735 errichtet und 1791 und 1862 erweitert. Der hierin tätige Vikar wurde teilweise von einer Stiftung des hiesigen Burgbesitzers Freiherr von Franken unterhalten.
1905 wurde die jetzige Marienkirche errichtet und im Folgejahr fertiggestellt. Die Ziegelsteine wurden im Ort gebrannt, das Grundstück gestiftet und ein Viertel der Bausumme aus Spenden der Pfarrgemeinde aufgebracht.
Das ehemalige Pfarrhaus und heutige Pfarrheim wurde 1909 aus Steinen der alten Kapelle und Teilen eines Bonner Abbruchhauses errichtet.

## Bergbau
Wahrscheinlich bereits seit dem Mittelalter bis 1860 fand bei Rott Kohlebergbau statt. Hierbei wurden bereits 1789 Fossilien entdeckt.

## Fossillagerstätte
Vor 23 bis 24 Millionen Jahren, im Späten Oligozän, befand sich an der heutigen Stelle Rotts ein großer See, in dessen Schlammschichten sich viele Überreste von Pflanzen und auch Tieren in der Blätterkohle und in einem Kieselschiefer fossil erhalten haben.
Die Fundstätten und die alten Abbauhalden wurden in mehreren Ausbaustufen bis 1986 durch Anlage eines Golfplatzes überbaut. Anschließend wurde das Blätterkohlevorkommen zwischen Rott und Söven wieder als Bodendenkmal ausgewiesen.
Ausstellungen der Fundstücke sind im Los Angeles County Museum of Natural History zu sehen, das 1954 6500 Fundstücke der Sammlung Statz erwarb, im Goldfuß-Museum der Universität Bonn, das 2003 vom Los Angeles County Museum of Natural History den botanischen Teil der Sammlung Statz unentgeltlich überlassen bekam und im Stadtmuseum Siegburg der Stadt Siegburg.

## Denkmäler
In Rott befinden sich zwei in die Hennfer Denkmalliste eingetragene Baudenkmäler. Es handelt sich um ein Wegekreuz (eingetragen am 20. Juni 2007) und um den Friedhof Rott mit Friedhofskreuz, 18 Grabanlagen und eine Kriegergedächtnisstätte (eingetragen am 22. November 2016).

## Sonstiges
Bei Rott befinden sich ein Golfplatz und ein Kinderspielplatz.